# 1755년 리스본 지진
1755년 리스본 지진(영어: 1755 Lisbon earthquake)은 1755년 11월 1일 9시 40분에 포르투갈 리스본에서 발생한 전대미문의 대지진이다. 지진에 뒤따른 화재는 5일간 지속되었고 해일(쓰나미)로 인해 리스본과 그 일대 지역의 4분의 3이 파괴되었다. 오늘날의 지진학자들은 리스본 대지진의 모멘트 규모를 8.5 ~ 9.0 정도로 보고 있으며 진앙지는 상비센트 곶 서남쪽으로 약 200 킬로미터 지점 대서양 해역으로 추정하고 있다. 당시 지진의 충격파는 영국, 덴마크, 오스트리아, 베네치아 등 전 유럽에서 느낄 수 있었다.
리스본에서 발생한 사망자 수는 적게는 1만 명에서 많게는 10만 명 정도로 추정되어 역사상 가장 사망자 수가 많은 지진 중 하나로 기록되고있다. 리스본에 있던 건물 85퍼센트가 무너졌으며 많은 예술품과 문화재가 파괴되었다. 왕실 도서관과 문서보관소에도 큰 피해가 발생하여 귀중한 장서 7만권이 유실되었으며 바스쿠 다 가마를 비롯한 대항해시대 초기 탐험가들의 항해 기록 등 소중한 사료들 대부분이 사라졌다.

## 개요

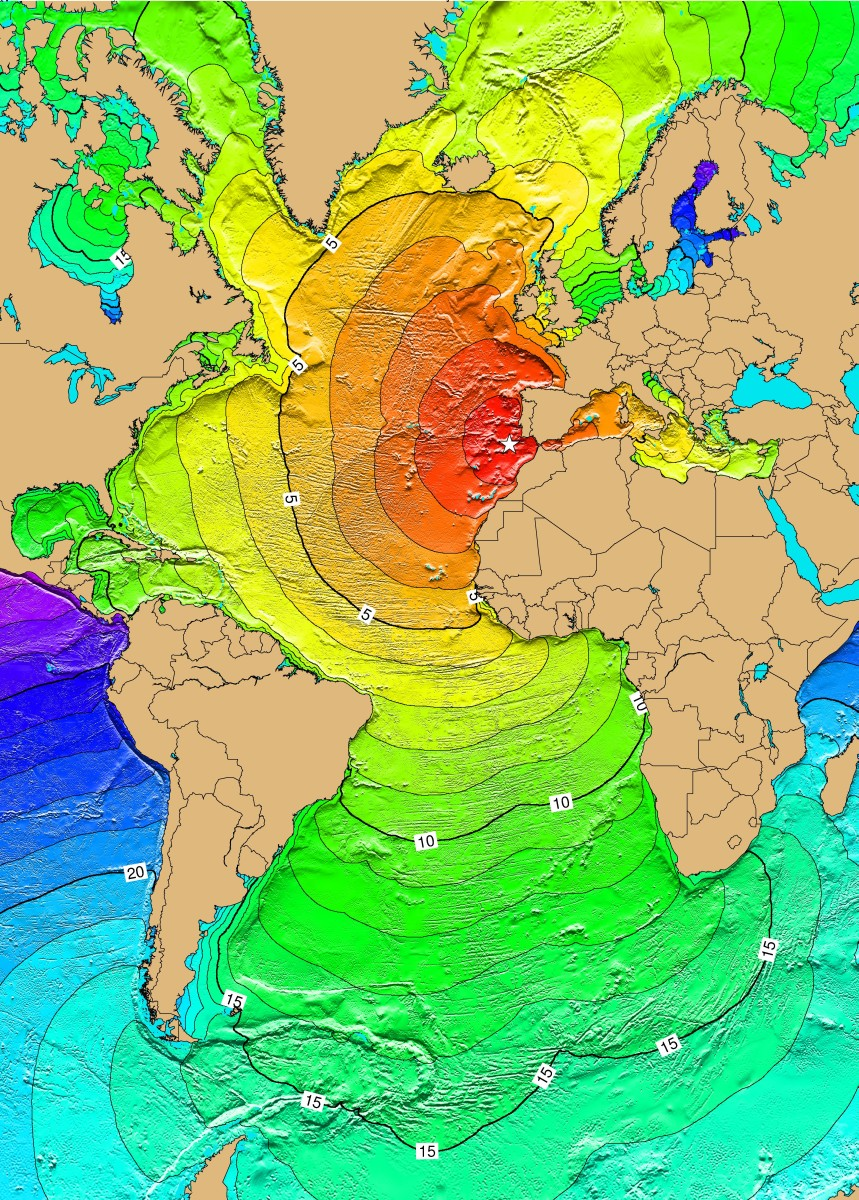
리스본 대지진으로 발생한 해일의 진행을 계산한 도표.

1755년 11월 1일 아침, 만성절 축일 날 지진이 일어났다. 당대 기록에 따르면 3분 30초 ~ 6분가량 지진이 지속되었고, 이 첫 번째 타격으로 도시 한복판에 너비 5 미터(15 피트)의 균열이 발생하였다. 건물들이 붕괴하는 아비규환 가운데 살아남은 사람들은 건물이 없는 탁 트인 곳이 안전할 것이라 판단하고 부둣가로 몰려갔다. 그러나 그들을 기다리는 것은 해저가 드러나고 배들이 좌초할 정도로 물이 후퇴한 바다였다. 지진이 발생한 약 40분 뒤, 해일이 항구와 도심지로 쇄도했고, 탕구스 강으로 역류했다. 몇몇 말탄 사람들은 조금이라도 높은 곳으로 올라가기 위해 사력을 다해 도망쳤다. 그 뒤 해일이 두 번 더 왔고, 해일이 덮치지 않은 곳에서는 화재가 발생해 5일 밤낮을 불탔다.
지진의 충격파는 전 유럽에서 느낄 수 있었다. 베네치아의 감옥에 갇혀 있던 카사노바도 충격파를 느꼈다. 충격파의 진행범위는 북으로는 핀란드, 남으로는 북아프리카에 이르렀다. 일부 자료에 따르면 그린란드와 캐리비안까지 영향을 받았던 것으로 보여진다. 높이 20 미터의 해일이 북아프리카 해안을 휩쓸었고 대서양을 가로질러 마르티니크와 바베이도스에 이르렀다. 잉글랜드 남부 콘월에는 높이 3미터의 해일이 찾아왔고, 아일랜드 서해안의 골웨이 역시 해일로 인해 도시 성곽 일부가 파괴되었다. 아일랜드 남해안 킨세일에서는 선박 여러 척이 항구 안으로 굴러들어오고 시내의 장터에 물이 들어찼다.
지진학자들과 지질학자들은 리스본 대지진의 진앙지가 이베리아반도 쪽으로 치우친 대서양 어딘가라는 점에는 모두 동의하지만, 정확한 위치에 관해서는 다소의 논란이 있다. 초기에는 고린지 해산이 진원으로 추측되었으나 시뮬레이션 결과, 피해규모에 합당한 해일이 발생하기 위해서는 진앙지가 포르투갈 해안에 좀더 가까이 있어야 한다는 결론이 나왔다. 아조레스-지브롤터 변환단층을 따라 해저 반사 탐사를 하던 도중 세인트빈센트 곶 서남쪽에서 길이 50 킬로미터의 충상구조와 깊이 1 킬로미터 이상의 이동구조가 발견되었다. 이 구조가 만들어지면서 지각에 상당한 구조적 영향이 가해졌을 것으로 보고있다.

## 대재앙

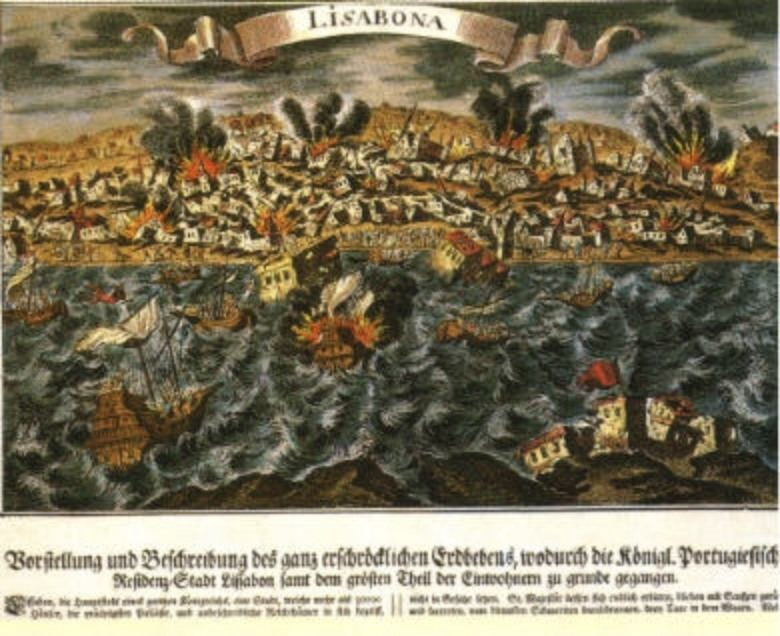
타구스강 쪽에서 바라본 리스본 지진을 묘사한 그림.

경제사학자 Álvaro Pereira는 당시 리스본 인구를 대략 200,000 명으로 추산하는데, 그 중 30,000 ~ 40,000 명이 죽었다. 모로코 해안에서도 10,000 명이 목숨을 잃었다. 그런데 2009년에 당대 기록들을 조사하던 결과 11월 1일의 지진과 11월 18일의 국소적 지진의 보고가 서로 구분하기 어렵다는 점이 밝혀졌다. Pereira는 지진과 지진으로 인한 해일 및 화재로 인해 포르투갈, 에스파냐, 모로코에서 사망한 사람의 수를 40,000 명에서 50,000 명으로 추산한다.

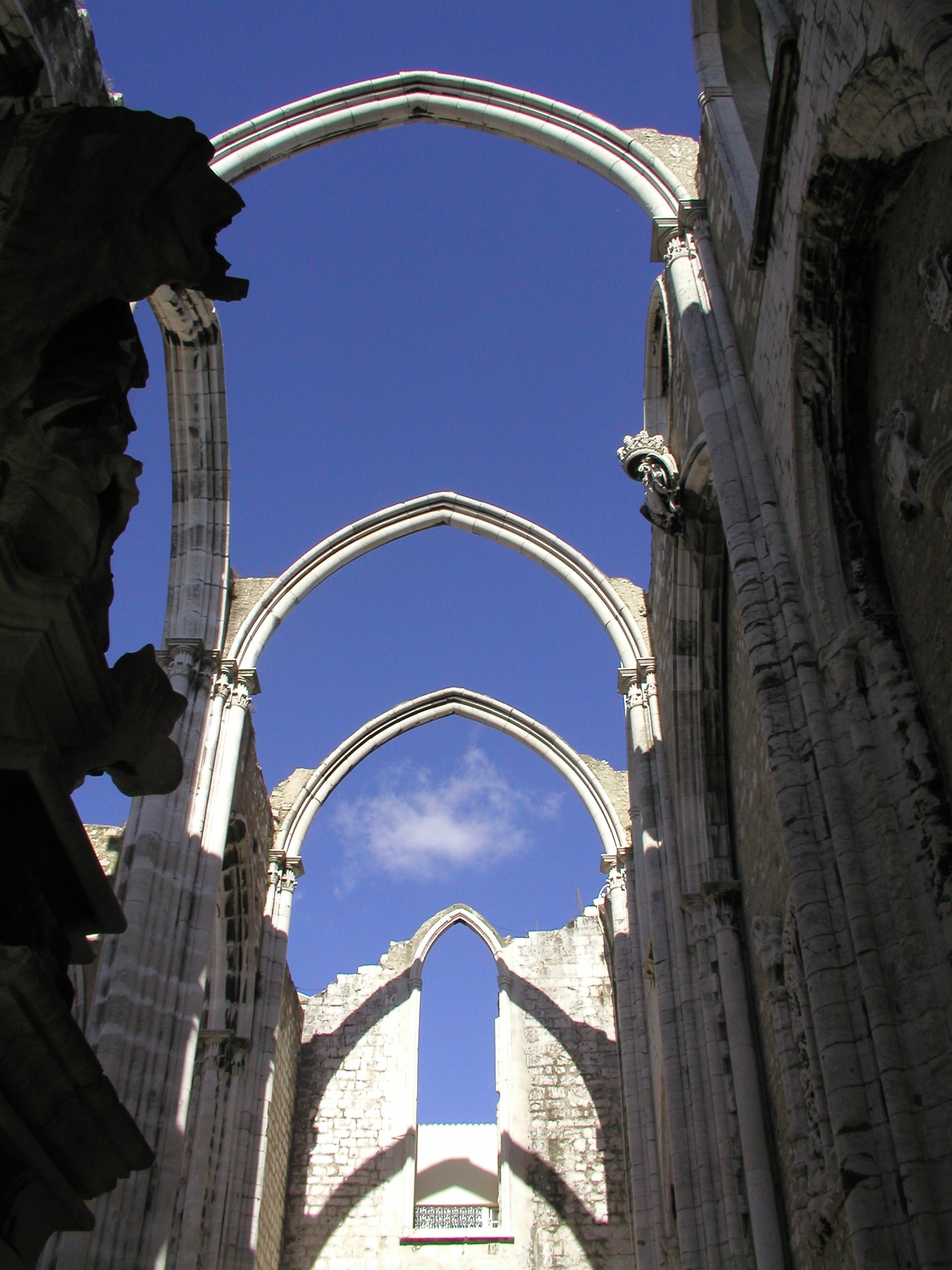
리스본 대지진 때 파괴된 카르모 수도원의 폐허.

리스본 건물들 중 85%가 파괴되었고, 이때 16세기 마누엘리네(포르투갈의 고딕 양식) 건축물들이 대부분 파괴되었다. 지진을 견뎌낸 건물들도 곧이은 화재로 파괴되었다. 지진 발생 불과 6개월 전에 개장한 오페라하우스는 불에 타 폭삭 주저앉았다. 타구스강 바로 옆에 있던 리베이라 궁전도 해일에 휘말려 박살났다(오늘날 그 자리에는 코메르시우 광장이 있다). 궁전 안에 소장되어 있던 장서 70,000여권과 티치아노, 루벤스, 코레지오 같은 거장들의 미술품 수백 점이 모두 소실되었다. 왕실문서보관소에도 큰 피해가 발생하여 바스쿠 다 가마를 비롯한 대항해시대 초기 탐험가들의 항해 기록 등 소중한 사료들 대부분이 소실되었다. 귀중한 장서 18,000여권이 소장되어 있던 de Lourical 후작 궁전도 파괴되었다.
지진은 리스본 대성당, 상파울루 바실리카, 산타 카타리나, 상비센테 데 포라, 노사 센호라 다 콘세이상 벨하 등 리스본의 이름난 교회 건물들도 파괴되었다. 당시 리스본 최대 규모의 병원이던 호시우 광장의 만성병원이 불길에 휩싸여 입원 중이던 환자 수백 명이 타죽었다. 국가 영웅인 누누 알바레스 페레이라의 무덤도 떠내려가 시신이 유실되었다. 오늘날에도 리스본을 찾으면 카르모 수도원을 비롯해 당시 파괴된 폐허들 중 보존된 것들을 고스란히 볼 수 있다.

## 도시의 재건
포르투갈 왕가는 무사히 리스본을 빠져나갔다. 당시 공주 중 한 명의 부탁으로 주제 1세를 비롯한 왕가는 해돋이 구경 인파와 함께 있었고, 덕분에 화를 면했다. 지진이 지나간 뒤 주제 1세는 폐소공포증에 걸렸고, 리스본 교외의 아주다 언덕에 천막과 정자를 만들고 그곳을 궁전 대신 삼았다. 왕의 폐소공포증은 평생 낫지 않았고, 왕이 죽은 뒤에야 그 딸 마리아 1세가 아주다 궁전의 건설을 시작했다.
소방관들은 넘실거리는 불길을 잡기 위해 사투를 벌였고, 여러 노동자 및 일반 시민들이 나서서서 시체가 썩어 역병이 돌기 전에 수천 구의 시체를 모두 치웠다. 교회의 반대에도 불구하고 시체들은 바지선에 태운 뒤 바다 한가운데 수장시키는 식으로 처리되었다. 도시의 혼란 상태를 정리하기 위해 군대가 동원되었고, 사지가 멀쩡한 사람들이 도망가는 것을 막고 그들을 잡아다 도시 재건 사업에 투입했다. 교수대를 설치하여 질서를 어지렵히는 자들을 공개처형하였는데 약 서른 명이 넘는 사람이 처형되었다.
왕과 수상은 리스본 재건에 즉시 착수하여, 지진이 쉽쓸고 지나간 지 1개월이 조금 지난 1755년 12월 4일, 공학자 마누엘 다 마이아의 계획안에 따른 리스본 재건안이 발표되었다. 마이아는 다섯 가지 선택안을 제시했다. 첫 번째는 옛 리스본의 폐자재를 그대로 사용해 그 자리에 다시 도시를 짓는 것으로, 가장 값싼 방법이었다. 두 번째와 세 번째는 일부 거리들의 너비를 넓히는 것이었고, 네 번째는 바이자(시내 지역)를 완전히 쓸어버리고 백지 상태에서 다시 도시를 짓는 것이었다. 다섯 번째는 리스본을 아예 버리고 다른 곳에 새 도시를 짓는 것이었다. 주제 1세는 네 번째안을 선택했으며 총리 폼발 후작(세바스티앙 데 멜루)은 “죽은자를 묻고 산 자를 치유하자”는 모토를 내세워 재건사업에 매진하였다.

## 역사에 미친 영향
대지진은 일반 대중 뿐 아니라 많은 인텔리겐치아 지식인들에게 영향을 미쳤다. 리스본은 당대 유럽에서도 손에 꼽을 정도로 독실한 가톨릭 신앙을 가진 도시였으며, 지진이 일어난 날은 다름 아닌 만성절 축일 날이었다. 그리고 지진이 휩쓸고 간 뒤 리스본의 대형 교회들은 모두 파괴되었고 그 결과로 기독교 교회와 교회의 가장 큰 후원자인 국가의 권위에 대한 의문들이 술렁였다. 신학자들은 지진의 종교적 원인과 메시지를 찾아내고자 노력하며 이것은 신의 천벌이라고 했다. 그러나 철학자들은 지진의 피해를 피해간 유일한 지역이 리스본의 홍등가인 알파마였다는 점을 거론하며 코웃음을 쳤다.

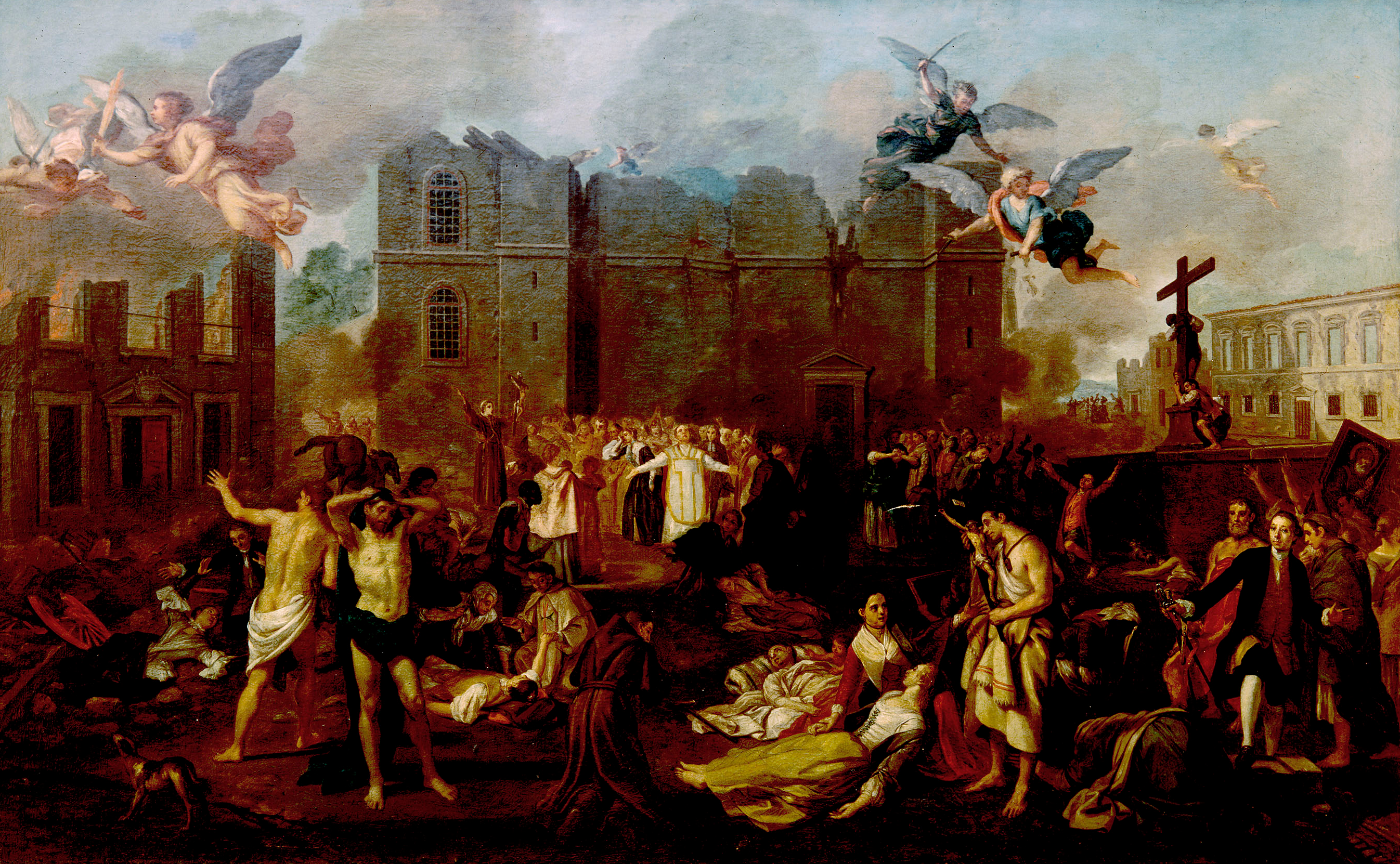
《1755년 지진의 알레고리》. 왼쪽 위 구석에 천벌을 의인화한 천사가 불타는 검을 들고 있다.

마침 발흥하던 계몽주의로 인해 유럽 전역의 지식인들은 대지진에 대하여 신학자들과는 전혀 반대되는 생각을 했다. 볼테르는 《캉디드》 및 《리스본 재앙에 관한 시》에서 라이프니츠의 “최선의 세계 최선의 상태”를 마구 공격했다. 한편 장자크 루소는 지진으로 인한 대도시의 파괴는 자신이 주장하는 농촌지역의 자연적 삶의 정당성을 증거하는 것이라고 주장했다. 훗날 독일의 아도르노는 리스본 대지진이 18세기 근세 사회에 미친 영향은 20세기 근대 사회에 홀로코스트가 미친 그것에 비견된다고 진단했다. 가톨릭의 총본산인 리스본 시민들이, 모든 성인들을 기리는 만성절 날 커다란 대성당들에 모여 한마음으로 기도를 올리던 도중에 지진으로 깔려 죽고 불타 죽고 물에 빠져 죽었다. 자애로운 신의 존재를 상정하던 라이프니츠는 패배했다. 이 사건은 유럽의 문화사와 철학사에서 중요한 전환점이 되었다.
이마누엘 칸트도 리스본 대지진에 관한 세 개의 저서를 출판했다. 지진에 매혹되었던 젊은 칸트는 관련된 모든 자료를 긁어모았고, 지진의 원인을 기계적으로 설명하고자 시도했다. 그는 뜨거운 기체로 채워진 지하의 거대 동굴의 이동으로 인해 지진이 발생했다고 주장했는데, 이 주장은 결론적으론 틀렸으나, 지진의 원인을 신의 천벌 따위 초자연적 무엇이 아닌 자연적인 것에서 찾은 최초의 시도라는 점에서 의미를 갖는다. 발터 벤야민은 칸트의 얇은 책들이 독일의 과학적 지리학의 태초이자 지진학의 시작이었다고 평가했다.

## 지진학의 탄생
총리 폼발 후작은 대지진에 대한 자료 수집을 위해 전국의 모든 교구에 지진과 그 결과에 관한 질문서를 배부했다. 질문서는 13개의 질문이 있었는데 주로 지진의 시간대와 방향, 여진의 횟수, 우물의 수위 변화, 바다의 움직임, 교구가 입은 피해 정도 등의 내용을 담고 있었다. 예를 들면 다음과 같다.
- 지진이 언제 시작되어 얼마나 지속되었는가?
- 충격이 더욱 크게 느껴지는 방향이 따로 있었는가? 예컨대 남쪽인가 북쪽인가? 건물들이 더 잘 무너지는 방향이 있었는가?
- 몇 명이나 죽었고 그 중 시체를 분간할 수 있는 이는 몇인가?
- 바닷물이 처음에 솟아올랐는가 가라앉았는가? 또 평소에 비해 몇 핸드나 더 솟아올랐는가?
- 만약 불이 났다면 불길이 얼마나 지속되었고 그 불길로 인해 입은 피해는 무엇인가?[24]

질문지와 그에 돌아온 답변들은 오늘날에도 국립문서보관소인 토레 도 톰보에 보관되어 있다. 이 자료들을 연구 및 교차검증한 결과 오늘날의 과학자들이 리스본 대지진을 현대과학의 기준으로 재분석할 수 있었다. 지진 역사학자 찰스 데이비슨은 리스본 대지진을 현대의 과학적 방식으로 조사된 최초의 지진으로 평했다.

## 같이 보기
- 아조레스-지브롤터 변환단층
- 해구형 지진 목록

## 참고 문헌
- Benjamin, Walter. The Lisbon Earthquake. En: Selected Writings, vol. 2. Belknap, 1999.
- Hamacher, Werner. The Quaking of Presentation. En: Premises: Essays on Philosophy and Literature from Kant to Celan, pp. 261–293. Stanford University Press, 1999.
- (에스페란토) Marques, J. O. de Almeida. Voltaire e um episódio da história de Portugal (PDF). Originale en: Meditações - Revista de Ciências Sociais, vol. 9 n-ro 2. Londrina, 2004.